# 三菱・デリカD:3
デリカ D:3（DELICA D:3、デリカ ディースリー）は、三菱自動車工業が販売していたデリカシリーズのミニバン（7人乗り仕様車）、およびハイトワゴン（5人乗り仕様車）。
日産・NV200バネット（以下「バネット」）のOEM車種で、生産は日産自動車（日産車体）が行った。

## 概要
基本的な内容はバネットに準ずるが、エンブレム類のほか、フロントバンパーとフロントグリルが専用デザインに改められた。グレード体系は2列シート・5人乗り仕様の「M（バネット「16X-2R」相当）」と3列シート・7人乗り仕様の「G（同「16X-3R」相当）」の2グレードを設定。装備内容はバネットと異なっており、バネットではメーカーオプションとなっているUVヒートプロテクト機能付プライバシーガラス（スライドドア・リアクォーター・テールゲート）とスライドサイドウインドウ（両側・フラッシュタイプ）が標準装備されており、これに伴ってグリーンガラスをフロントドアのみに縮小。「G」はさらにオーディオレス仕様となる。
『デリカ』の乗用モデルはこれまで、3ナンバーミニバンの『デリカD:5』とエントリーモデルのトールワゴン『デリカD:2（3代目スズキ・ソリオのOEM車種）』がラインナップされており、『デリカD:2』の発売を機に、乗用モデルはミニバンのシリーズ名として統一し、三菱が定めたミニバンの大きさを示す5段階の数字で区別されるようになった。
『デリカD:3』は小型の5ナンバーミニバンとして位置づけられており、2010年12月に日産自動車と合意した協業の一環として、バネットをベースにOEM供給を受ける車種である（なお、商用車であるデリカバンの5代目モデルも同じバネットベース）。なお、三菱が5ナンバークラスのミニバンを導入するのは2006年3月で生産を終了したディオン以来となる。
カタログはデリカバンと共通（バネットのカタログも商用・乗用共通）だが、内容はバネットと異なりD:3の方に重きが置かれていた。

## 年表
- 2011年10月27日 - 発売。
- 2012年6月22日 - 同年6月のバネットの一部仕様改良を受け、一部改良。全車で安全に関する法規制に対応するためスライドドアの補強を行ったほか、セカンドシート中央3点式シートベルトを新たに採用した。併せて、車両本体価格が1万円値上げとなった。
- 2014年9月19日 - 一部改良[2]。新たにアクティブスタビリティコントロール（ASC）を標準装備したほか、シート中央部のシート生地（エンボス調）の色をブルーからブラックに変更。ボディカラーも変更を行い、「ブルーイッシュグリーンメタリック」・「ローズレッドパール」と入れ替えで、「グレーイッシュブラウンパール（オプションカラー）」・「ブルーマイカ」を追加した。
- 2016年1月21日 - 一部改良[3]。新たにアクセサリーソケットを全車に標準装備した。
- 2019年4月 - 販売終了。公式ホームページからも削除された。ミニバンに属する7人乗り仕様については3ナンバークラスとなるシリーズ車種のデリカD:5[注釈 2]が、ハイトワゴンに属する5人乗り仕様については、同じくハイトワゴンに属するシリーズ車種のデリカD:2が実質的な代替車種となる。

## 車名の由来
『デリカ』は荷物を運ぶ車（Delivery Car ）の略で、『D』は『デリカ』（DELICA ）の頭文字、『3』は三菱が規定したミニバンサイズで小型車を意味する。